# Isodon wardii
Isodon wardii là một loài thực vật có hoa trong họ Hoa môi. Loài này được (C.Marquand & Airy Shaw) H.Hara mô tả khoa học đầu tiên năm 1985.